# Тетіївський комбінат хлібопродуктів
Тетіївський комбінат хлібопродуктів — підприємство харчової промисловості у місті Тетіїв Київської області України.

## Історія
Підприємство було створено 1933 року як хлібоприймальний пункт.
Після проголошення незалежності України комбінат перейшов у керівництво міністерству сільського господарства і продовольства України.
У березні 1995 року Верховна Рада України внесла КХП до переліку підприємств, приватизація яких заборонена у зв'язку з їхнім загальнодержавним значенням.
Після створення в серпні 1996 року державної акціонерної компанії «Хліб України» комбінат став дочірнім підприємством ДАК «Хліб України». Надалі, державне підприємство було перетворено на орендне підприємство.
5 листопада 1997 року Кабінет міністрів України затвердив рішення про приватизацію КХП протягом 1997 року.